# Juruena (rivier)
De Juruena (Portugees: Rio Juruena) is een Braziliaanse 1.240 km lange bronrivier die in de Serra dos Parecis ontspringt en door de deelstaat Mato Grosso stroomt en bij Barra de São Manoel met de Teles Pires samenvloeit om zo de Tapajós te vormen.
De grootste gemeente aan de rivier is de gelijknamige stad Juruena
De Juruena staat samen met de Rio Prete ook bekend als het woongebied van indianenvolkeren zoals de Enawene Nawe.